# Hühnerspießchen

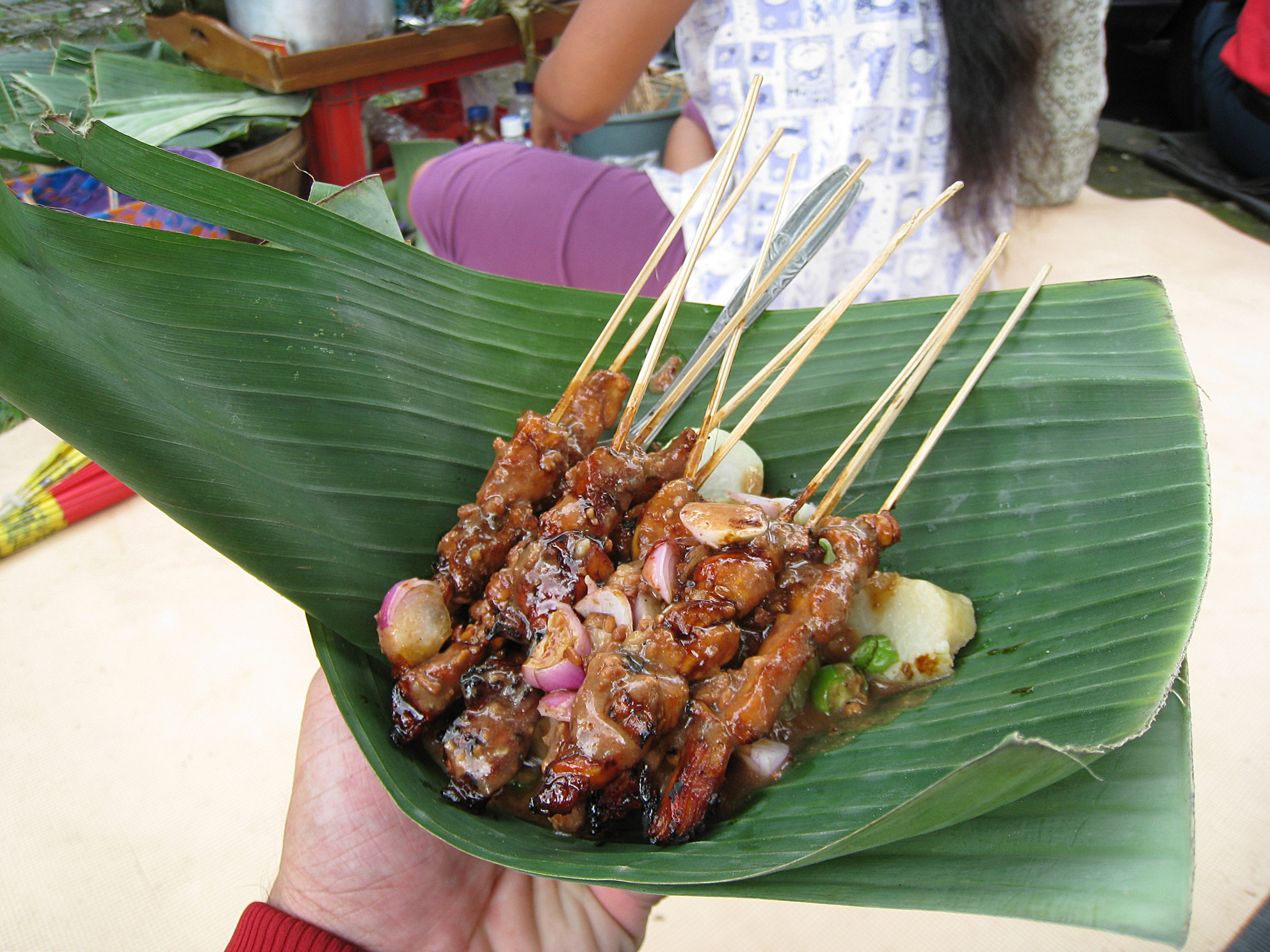
Indonesische Hühnerspießchen (Sate ayam) auf einem Bananenblatt

Als Hühnerspießchen werden kleine Spieße aus gebratenem Hühnerfleisch auf einem Holz- oder Metallspieß bezeichnet. Hühnerspießchen sind dabei vor allem als Satay-Gericht in der indonesischen Küche sowie darauf aufbauend in der modernen niederländischen Küche (Kip Saté) verbreitet.

## Zubereitung
Für die klassische indonesische Zubereitung von Hühnerspießchen wird das Fleisch von jungen Hähnchen in Würfel geschnitten und mit einer fein gestampften Mischung aus fein geschnittenen Zwiebeln, Knoblauch, Palmzucker, Koriander, Kreuzkümmel, Zitronengras, Kaffirlimettenblätter, Tamarindensaft, Kokosmilch und Salz eingerieben und danach auf ein Holzspießchen gesteckt. Die Spieße werden mit Kokosöl beträufelt und gegart.
In der niederländischen Fast-Food-Küche sind Hühnerspießchen vor allem mit Erdnusssauce (Saté) als Kip Saté verbreitet.

## Belege
1. ↑  „Hühnerspießchen.“ In: F. Jürgen Herrmann (Hrsg.): Herings Lexikon der Küche. Fachbuchverlag Pfanneberg, Haan-Gruiten 2012 (Lizenzausgabe Nikol, Hamburg 2016); S. 338. ISBN 978-3-86820-344-8.